# Constancio C. Vigil
Constancio Cecilio Vigil Olid (Rocha, Uruguay; 4 de septiembre de 1876 - Buenos Aires; 24 de septiembre de 1954) fue un empresario, periodista y escritor uruguayo de literatura infantil con notable desarrollo en Argentina. Escribió más de cien libros infantiles, además de obras entre las que se destaca Upa!, un libro de método para aprender a leer ideado por él como medio de labor pedagógica.

## Historia
Sus padres fueron Ventura Olid y Constancio Vigil, periodista abogado. Los avatares políticos expulsaron a su padre de Rocha y lo condenaron a un exilio en Montevideo. Allí se radicó toda su familia. Con 15 años, fundó en Montevideo la revista La Alborada, y luego una publicación semanal de igual nombre. Fue director del semanario hasta 1903. Participó de la dirección de otros periódicos montevideanos, como La Prensa y El País.
En 1903, mientras hacía periodismo, el diario en el que escribía fue clausurado, y Vigil se radicó para siempre en la Argentina.
Apenas llegado a la Argentina creó las revistas Pulgarcito y Germinal; el 11 de enero de 1911 hizo su primera apuesta fuerte: fundó y dirigió Mundo argentino, revista moderna y líder de su tiempo –llegó a tirar 150 mil ejemplares por semana– que se convirtió en un manual imprescindible para una sociedad todavía poco acostumbrada a ese tipo de productos.
En Buenos Aires su tarea estuvo dedicada a escribir unos 50 libros (entre ellos, los célebres Cuentos de Vigil, leídos desde entonces y hasta hoy por millones de chicos), y fundar (en marzo de 1918) y consolidar la Editorial Atlántida, que llegaría a ser líder del mercado de revistas. 
El 7 de marzo de 1918 publicó Atlántida, la cual significó el nacimiento de Editorial Atlántida.
Así nacieron El Gráfico (30 de mayo de 1919), Billiken (17 de noviembre de 1919), Iris (5 de marzo de 1920), Para Ti (16 de mayo de 1922), Grand Guinol (1º de septiembre de 1922), Tipperary (18 de abril de 1928), El golfer argentino en 1931 (luego se llamó Sport) Cinefrag y Vida nuestra en 1932. En 1938 escribió el guion para la película de animación El mono relojero sobre el cuento homónimo de su autoría, que dirigió Quirino Cristiani.
Creó personajes populares de la narrativa infantil, como el Mono Relojero y la Hormiguita Viajera.

## Obras
- El Erial (1915)
- Miseria artificial (1915)
- El Clero Católico y la Educación (1926)
- Mangocho (1927)
- Las verdades ocultas (1927)
- Cartas a gente menuda (1927)
- Marta y Jorge (1927)
- Los que pasan (1927)
- Compañero (1928)
- Upa! (1939)
- Amar es vivir (1941)
- Vidas que pasan (1941)
- La educación del hijo (1941)
- El hombre y los animales (1943)

### Literatura infantil
- Cuentos para niños (1927)
- La hormiguita viajera (1927)
- Botón Tolón (1927)
- Los escarabajos y la moneda de oro (1927)
- Cabeza de Fierro (1940)
- El mono relojero (1941)
- El imán de Teodorico (1940)
- Tragapatos (1941)
- Misia Pepa (1941)
- Los ratones campesinos (1941)
- Muñequita (1941)
- El manchado (1941)
- Los Chanchín (1941)
- La dientuda  (1942)
- La reina de los pájaros (1942)
- Chicharrón (1942)
- El bosque azul (1943)
- Los enanitos jardineros (1943)
- La Moneda Volvedora (1943)
- La familia conejola (1943)
- El casamiento de la comadreja (1943)
- El sombrerito (1943)
- Juan Pirincho (1943)
- El sapo huevero (c.1950)
- Jofina (c.1950)